# ماندان
ماندان هي قبيلة هندية في أمريكا الشمالية من عرق السيو، وعندما التقى بهم البيض لأول مرة كانوا يعيشون في ميسوري عند مصب نهر هارت، وفي بدايات القرن التاسع عشر طردوا من ميسوري من قبل السيو، وفي عام 1845 انضموا لغرو فينتر ولاحقا إلى أريكارا، واستقروا في موقعهم الحالي في محمية فورت بيرتولد في داكوتا الشمالية، وكان الماندان من المزارعين وهم معروفون باحتفالاتهم وأوشامهم التي تغطي وجوههم وصدورهم وهم معرفون بلغات الإشارات بالشعب الموشم.
من إحدى الحكايات الموجودة عن الماندان أنهم أحفاد الويلزيين الذين أتوا مع مادوك في رحلته الأسطورية التي انتهت باكتشاف أمريكا.